# اچ‌ام‌اس چلچله (۱۷۰۳)
اچ‌ام‌اس چلچله (۱۷۰۳) (به انگلیسی: HMS Swallow (1703)) یک کشتی بود که طول آن ۱۳۰ فوت (۳۹٫۶ متر) بود.